# Seznam kubanskih atletov
Seznam kubanskih atletov.

## A
- Jorge Aguilera
- Yamilé Aldama
- Rose Mary Almanza

## B
- Yoandri Betanzos

## C
- Denia Caballero
- Zulia Calatayud
- María Caridad Colón
- Silvia Costa Acosta-Martínez
- Yunaika Crawford

## E
- Juan Miguel Echevarría

## F
- Enrique Figuerola

## G
- Anier García
- Iván García
- Yoel García
- Roxana Gómez Calderón

## H
- Hector Herrera

## I
- Joel Isasi

## J
- Alberto Juantorena

## L
- Joel Lamela
- Yaniuvis López

## M
- Lazaro Martínez
- Maritza Martén
- Osleidys Menéndez
- Yipsi Moreno
- Roberto Moya
- Víctor Moya

## P
- Iván Pedroso
- Yaime Pérez

## Q
- Yoelbi Quesada
- Ioamnet Quintero
- Ana Fidelia Quirot

## S
- Yargelis Savigne
- Yarisley Silva
- Andrés Simón
- Javier Sotomayor

## U
- Aliecer Urrutia